# Swann Périssé
Pour les articles homonymes, voir Périssé.
Swann Périssé, née en 1990 à Pontoise, est une humoriste et productrice française. Diplômée de l'Institut d'études politiques de Paris, elle suit des cours de théâtre et commence sa carrière humoristique notamment sur YouTube avec la publication de sketchs inspirés de sa vie personnelle. Ses engagements féministes et écologistes l'amènent à créer une chaîne YouTube qui vise à aller à la rencontre de ses abonnés pour mener à bien des projets écologistes. Elle se consacre également à l'écriture d'un spectacle autour du féminisme, de colère et d'écologie et crée un podcast où elle invite des spécialistes sur la question du dérèglement climatique pour utiliser l'humour comme outil de communication et de sensibilisation.

## Biographie
Née en 1990 à Pontoise, Swann Périssé est la dernière d'une fratrie de quatre sœurs. Fille d'une mère juriste et d'un père diplomate, elle est à la fois Youtubeuse, humoriste et productrice.

### Formation
Elle est diplômée de l'Institut d'études politiques de Paris et suit des cours de théâtre à l'École internationale de théâtre Jacques-Lecoq.

### Youtubeuse
En 2014, Swann Périssé publie sa première vidéo de sa chaîne YouTube. Ses vidéos sont des sketchs qui s'inspirent de sa vie personnelle.   
En 2018, son clip réalisé pour la mairie de Paris soulève les critiques.  
Elle se fait connaître en 2020 sur la plateforme avec la publication d'une vidéo qui documente sa rupture amoureuse. Quittée par mail après deux ans et demie de relation, la Youtubeuse partage son expérience douloureuse en expliquant par vidéo ce qu'elle ressent et le choc provoqué par cette rupture inattendue. Elle documente six mois de rupture en se filmant face caméra entrecoupé par des vidéos d'archives de l'ancien couple. La vidéo cumule plus de deux millions de vues et se présente comme un témoignage pour faire son deuil et aider d'autres à le faire. 
En 2020, rattrapée par son engagement écologique, la vidéaste lance une deuxième chaîne YouTube nommée Vert chez vous qui se consacre entièrement à la question écologique. Le concept de cette chaîne est d'aller avec sa caravane à la rencontre des abonnés pour mener ensemble des chantiers écologiques. Allant de la construction de toilettes sèches à la fabrication de ses propres yogourts en passant par l'aménagement d'un potager, la vidéaste se consacre pendant deux ans à sensibiliser ses abonnés sur les petits gestes écologiques du quotidien. Son objectif est de « donner aux gens envie de s'amuser avec l'écologie ».   
Fatiguée de cette expérience, Swann Périssé se rend compte qu'elle ne souhaite pas viser les individus à petite échelle mais plutôt viser un public plus large pour attaquer le système dans son ensemble. Cette prise de conscience la mène à vouloir privilégier la scène au virtuel sans pour autant mettre de côté YouTube et Instagram où elle continue de partager du contenu engagé. Elle va écrire et produire un nouveau spectacle sur scène nommé Calme ainsi qu'un spectacle enregistré en podcast qui s'intitule Y'a plus de saison.

### Humoriste
Elle monte sur les planches dès l'âge de douze ans. En 2007, elle part aux États-Unis pour prendre des cours de théâtre et pour apprendre le stand-up. Une fois de retour à Paris, elle entre à l’École internationale de théâtre de Jacques-Lecoq. En 2013, elle présente son premier spectacle partout en francophonie. 
En 2024, après 12 ans d'intérêt pour le stand-up, elle crée son one-woman show nommé Calme qui parle de colère, de féminisme et d'écologie,. Elle résume son spectacle qu'elle a écrit et produit ainsi : « Un spectacle qui parle de colère, de randonnée, de sexe, de sextoys, de consentement, de haters, de lavement, de justice, d’écologie… Tout ce qui peut m’indigner finalement ».  
L'humoriste présente son spectacle au Palais des glaces à Paris puis en tournée dans toute la France.  
En juin 2024, elle écrit en cinq jours Dernier spectacle avant la fin du monde, dédié à l’actualité politique de montée de l’extrême droite et du Rassemblement national à la suite des élections européennes et avant les législatives anticipées.  

### Production: PodcastY'a plus de saison
Lancé en 2023, le podcast Y'a plus de saison de Binge Audio créée par l'humoriste vise à sensibiliser sur la question du changement climatique avec humour et auto-dérision. En invitant différentes personnes spécialistes de l'écologie, notamment Camille Étienne, Fatima Ouassak, Cyril Dion ou Jean-Marc Jancovici, l'humoriste souhaite mêler stand-up humoristique et sensibilisation climatique pour atteindre un public plus large. Elle dépeint le portrait de ces personnalités avec un ton sarcastique et taquin et lance des punchlines sur des sujets aussi sérieux que la fin du monde. Elle souhaite à travers ce format d'échange vulgariser les enjeux écologiques en utilisant l'humour comme outil de communication.   
Les enregistrements audio et vidéo sont ouverts au public et se font sur scène à Paris. Les épisodes sont disponibles en vidéo sur Youtube et en podcast sur Binge Audio.  

#### Engagement écologique
L'humoriste à travers ce podcast souhaite s'investir davantage dans la lutte écologique. Au fil des ans, son rapport aux enjeux climatiques se politise. Choquée notamment par la grève de la soif et de la faim menée par Thomas Brail contre la construction de l'autoroute A69 entre Castres et Toulouse, elle souhaite mettre ses engagements politiques au cœur de son travail d'humoriste.

## Publications
- Swann Périssé et Guillaume Meurice, Bouffons ! : L'humour est-il un sport de combat ?, Du Faubourg, 2025, 104 p. (ISBN 2487867140)